# Sitno (geomorfologická část)
Sitno je geomorfologickou částí Sitnianské vrchoviny, podcelku Štiavnických vrchů.  Leží v severní, nejvyšší části podcelku, přibližně 5 km jižně od Banské Štiavnice. 

## Polohopis
Území se nachází ve střední části Štiavnických vrchů a zabírá střední část podcelku Sitnianska vrchovina. Západním a jižním směrem sousedí část Sitnianské predhorie, severovýchodním a východním směrem navazuje geomorfologická část Štiavnická brázda. 
V západní části území pramení na severozápadním úpatí Sitna říčka Jabloňovka, významný přítok Sikenice. Na západním okraji leží Počúvadlianské jezero, kterým protéká Klastavský potok, pokračující do Belujského potoka. Východní oblasti této části pohoří odvodňují přítoky Štiavnice. 

## Chráněná území
Nejvyšší a nejatraktivnější část Štiavnických vrchů leží v jádru Chráněné krajinné oblasti. Zvláště chráněným územím je masiv nejvyššího vrchu, který patří do národní přírodní rezervace Sitno a přírodní rezervace Holík. 

## Turismus
Sitno a jeho okolí patří mezi nejstarší centra turistiky na Slovensku, přičemž v jeho okolí vznikly první značené stezky již v 80. letech 19. století. Poloha území v blízkosti památkových rezervaci měst Banská Štiavnica a Štiavnické Bane, ale i v sousedství oblíbeného Počúvadlianského jezera, předurčuje centrální část pohoří na velmi atraktivní cíl turistů. Milovníci historie vyhledávají Sitno a pozůstatky starověkého hradiště na vrcholu legendami ověnčeného Sitna.

### Vybrané vrcholy
- Sitno (1009 m n. m.) - nejvyšší vrch Štiavnických vrchů
- Salasiská (787 m n. m.)
- Sitience (775 m n. m.)
- Holík (754 m n. m.)

### Turistické trasy
- po  červeně značené Rudné magistrále rozcestím v sedle Krížna
- po  modře značené trase:
  - z rozcestí v sedle Krížna na vrch Sitno
  - z Prenčova na vrch Sitno s odbočením na Sitnianský hrad
  - z Beluja k Počúvadlianskemu jazeru
- po  zelené značce od Počúvadlianského jezera na Sitno
- po  žluté značce od Počúvadlianského jezera rozcestím v sedle Krížna a rozc. Vlčia jama na rozc. Tatársky jarok[2]